# لوكهيد مارتن ديزرت هوك
لوكهيد مارتن ديزيرت هوك (Lockheed Martin Desert Hawk، صقر الصحراء) هي طائرة مصغرة تطير من دون طيار تقوم بحماية المواقع العسكرية. صممها فرع سكونك ووركس التابع لشركة لوكهيد بطلب من سلاح الجو الأميريكي. في عام 2002. تم تسليم أول نظام من الطائرة في بدايات صيف نفس العام. صنعت من الباستيك المفور المماثل في صناعة طائرات الألعاب ومن محرك كهربائي شبه صامت. تطلق بواسطة حبل مطاط وتحمل ثلاث كاميرات تصوير وتطير لمدة ساعة. وتطير بشكل ذاتي دون تدخل ويستطيع الجندي مراقبة طيرانها بواسطة الحاسوب وتم تطوير الطائرة لإنتاج طراز محسن هو لوكهيد ديزرت 3.

## المواصفات
- طول الجناح: 52 بوصة (1.32 م)
- الطول: 34 بوصة (0.86 م)
- الوزن: 7 رطل (3.2 كغ)
- المحرك: محرك كهربائي يشغل مراوح صامتة.
- فترة الطيران: لمدة ساعة تقريبا.

## روابط خارجية
- صفحة الموقع الرسمية (أرشيف بالإنكليزية)
- موقع كود ون - معلومات حول ديزرت هوك (أرشيف بالإكليزية)
- موقع حقائق عسكرية - طائرة ديزرت هوك 3 (بالإنكليزية)